# Parafia św. Andrzeja Boboli w Częstochowie
Parafia Świętego Andrzeja Boboli w Częstochowie – rzymskokatolicka parafia, położona w dekanacie Częstochowa - Podwyższenia Krzyża Świętego, archidiecezji częstochowskiej w Polsce, erygowana w 1957.